# عين هبسور
عين هبسور هي مستعمَرة أو مستوطَنة إسرائيليّة وتُعتبر بمثابة موشاف نسبةً لعددِ سكّانها وطبيعة كسب الرزق والحياة فيها. تقعُ عين هبسور جنوب إسرائيل (فلسطين التاريخيّة)، بحيثُ تتمركزُ شمال غرب صحراء النقب بالقربِ من الحدود مع قطاع غزة وعلى بعد حوالي كيلومترٍ واحدٍ من ماغين، وتقعُ ضمن اختصاص مجلس إشكول الإقليمي. بلغَ عدد المستوطنين القاطنين بها عام حسب الإحصاء الإسرائيلي العام لسنة 2019 ما مجموعه 1146 مستوطنًا ومستوطِنة.
كانت عين هبسور نقطة انطلاقٍ للأُسر المصرية القديمة على طول طريق حورس التجاري في شمال النقب ومن المحتملِ أنّ المستوطنة اليوم مبنيّة على جزءٍ من لتل السكن الأثري عقبَ الاحتلال الإسرائيلي لفلسطين. مستوطنة عين هبسور هي مستعمَرة إسرائيلية جديدة حيث يعود تاريخ تأسيسها لسنة 1982، أما أغلبُ سكّانها فهم من مستعمَرة ثانيّة هي مستعمرة سادوت وهي مستوطنة إسرائيلية في شبه جزيرة سيناء أُخليت بعد توقيع ما سُمّيت معاهدة السلام المصرية الإسرائيلية.
خلال الحرب بين إسرائيل وحماس عام 2023 وضمنَ عملية طوفان الأقصى التي أطلقتها كتائب الشهيد عز الدين القسام الذراع العسكري لحركة المقاومة الإسلامية حماس، تعرَّضت المستعمَرة لهجومٍ برّي حيث تمكَّن المقاومون الفلسطينيون من الاستيلاء عليها بالكامل بعدما خاضوا اشتباكاتٍ مع حرّاس الأمن داخل المستوطنة والمجنّدين الإسرائيليين في غلاف غزة قبل الوصول لها، ثم أسروا عددًا من الجنود والمستوطنين قبل الانسحابِ منها لتتمكّن إسرائيل من استعادة السيطرة عليها.